# Distance in Embrace
 (août 2017).
Si vous disposez d'ouvrages ou d'articles de référence ou si vous connaissez des sites web de qualité traitant du thème abordé ici, merci de compléter l'article en donnant les références utiles à sa vérifiabilité et en les liant à la section « Notes et références ».
Distance in Embrace est un groupe de post-hardcore allemand, originaire de Minden.

## Biographie
Les membres forment d'abord un groupe de skate punk en 2004. Il publie l'année suivante son premier album Consequence of Illusions sur le label punk hardcore de Lünen Horror Business Records et le label punk de Dülmen Cityrat-Records. Le groupe gagne une réputation de scène. Il est invité à jouer avec Ignite, Raised Fist, Satanic Surfers, Venerea ou Useless ID ainsi que des groupes post-hardcore et emo allemands comme Days in Grief ou Fire in the Attic.
En février 2006, le bassiste Steffen Kelle quitte le groupe pour son projet Pull A Star Trip. En août 2006, le groupe enregistre son deuxième album Utopia Versus Archetype, produit par Alexander Dietz (Heaven Shall Burn) et qui sort en février 2007 chez Horror Business Records. En juin, il sort au Royaume-Uni par le label anglais Lockjaw Records. En 2009, l'album To Hell With Honesty paraît de nouveau chez Horror Business Records.
En octobre 2011, le groupe entre dans le studio Think Audio Recordings pour enregistrer avec Christian Diehl, le bassiste de His Statue Falls, l'EP The Best Is Yet to Come.

## Discographie

### Albums studio
- 2005 : The Consequence of Illusions
- 2007 : Utopia Versus Archetype
- 2009 : To Hell with Honesty

### EP
- 2012 : The Best Is Yet to Come
- 2016 : The Worst Is Over Now